# Minalin
Minalin, Tagalog: Bayan ng Minalin, ist eine philippinische Stadtgemeinde in der Provinz Pampanga, in der Verwaltungsregion III, Central Luzon. Nach dem Zensus von 2015 hatte Minalin 47.713 Einwohner, die in 15 Barangays lebten. Sie wird als Gemeinde der vierten Einkommensklasse auf den Philippinen und als teilweise urbanisiert eingestuft.
Minalins Nachbargemeinden sind Santo Tomas und Bacolor im Norden, San Simon im Nordosten, Apalit im Osten, Macabebe im Süden, Sasmuan im Südwesten und Guagua im Westen. Die Topographie der Stadt ist gekennzeichnet durch das Flachland der zentralen Luzon-Tiefebene.

## Baranggays
| - Bulac - Dawe - Lourdes - Maniango - San Francisco 1st - San Francisco 2nd - San Isidro - San Nicolas | - San Pedro - Santa Catalina - Santa Maria - Santa Rita - Santo Domingo - Santo Rosario - Saplad |